# Solokha
Solokha (en ukrainien, Солоха (могила) en russe, Солоха (курган) en Tatar சோலோகா) est un site archéologique situé dans le raïon de Vassylivka, Ukraine, non loin de Zaporijjia.
C'est un ancien kourgane scythe fouillé par Nikolaï Vesselovski. Le site est inscrit au Registre national des monuments d'Ukraine.

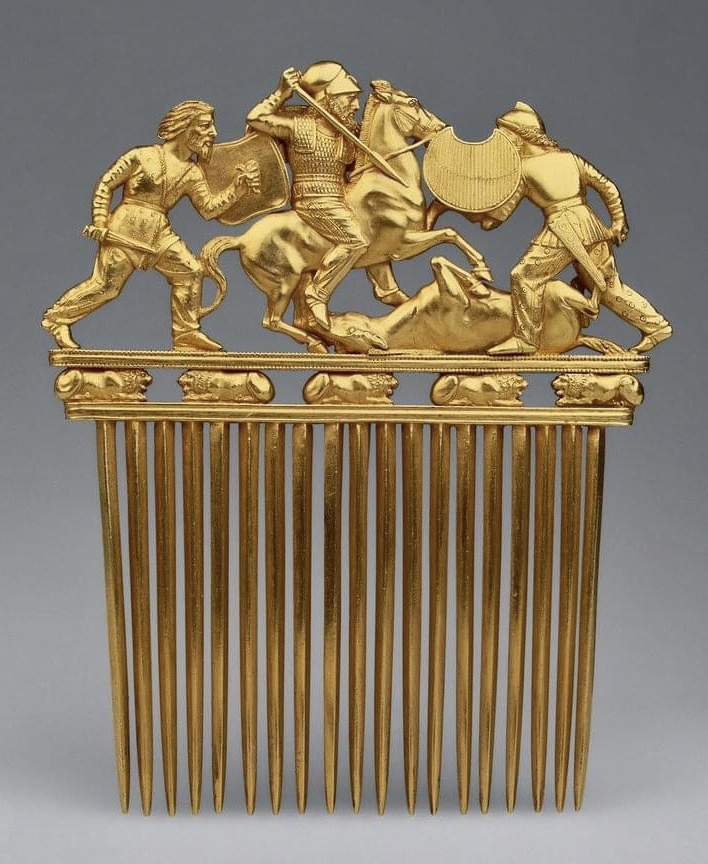
Peigne scythe en or de Solokha au musée de l'Ermitage.
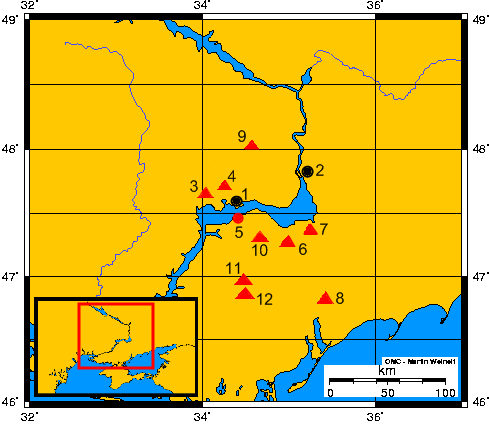
Villes et tombes royales Scythes, 1 Nikopol, 2 Zaporijjia, 3 Tovsta Mohyla, 4 Tchertomlyk, 5 fort de Kamienka, 6 Solokha, 7 La tombe de Hayman, 8 kourgane de Mélitopol, 9 Monticule d'Aleksandropyl, 10 Grande Cymbalka, 11 Kozel, 12 Ogouz.